# Murder Rap
«Murder Rap» — сингл группы Above the Law, вышедший в 1990 году.
Трек вошёл в саундтрек к игре «Grand Theft Auto: San Andreas», где звучал на радио «Radio Los Santos».

## Список композиций
12"
1. «Murder Rap» — 4:14
2. «Murder Rap» (instrumental) — 4:14
3. «Another Execution» — 4:20
4. «Another Execution» (instrumental) — 4:20